# Phường 1, Sa Đéc
Phường 1 là một phường cũ thuộc thành phố Sa Đéc, tỉnh Đồng Tháp, Việt Nam.

## Địa lý
Phường 1 nằm ở trung tâm thành phố Sa Đéc, có vị trí địa lý:
- Phía đông giáp Phường 3
- Phía tây giáp phường An Hòa
- Phía nam giáp Phường 2
- Phía bắc giáp phường Tân Quy Đông và phường An Hòa.

Phường 1 có diện tích 2,14 km², dân số năm 1999 là 17.463 người, mật độ dân số đạt 8.160 người/km².

## Hành chính
Phường 1 chia thành 5 khóm: 1, 2, 3, 4, 5.

## Lịch sử
Địa bàn Phường 1 trước đây gần tương ứng với xã Vĩnh Phước thuộc thị xã Sa Đéc.
Ngày 10 tháng 9 năm 1981, Hội đồng Bộ trưởng ban hành Quyết định 62-HĐBT về việc:
- Thành lập Phường 1 trên cơ sở các ấp Vĩnh Hiệp, Vĩnh Thuận, Vĩnh Thới của xã Vĩnh Phước và ấp Tân Bình của xã Tân Quy Tây
- Sáp nhập phần còn lại của xã Vĩnh Phước vào xã Tân Quy Tây.

Sau khi thành lập, Phường 1 có 4 khóm: 1, 2, 3, 4.
Ngày 14 tháng 10 năm 2013, Chính phủ ban hành Nghị quyết số 113/NQ-CP về việc thành lập thành phố Sa Đéc thuộc tỉnh Đồng Tháp. Phường 1 trực thuộc thành phố Sa Đéc.

## Hình ảnh

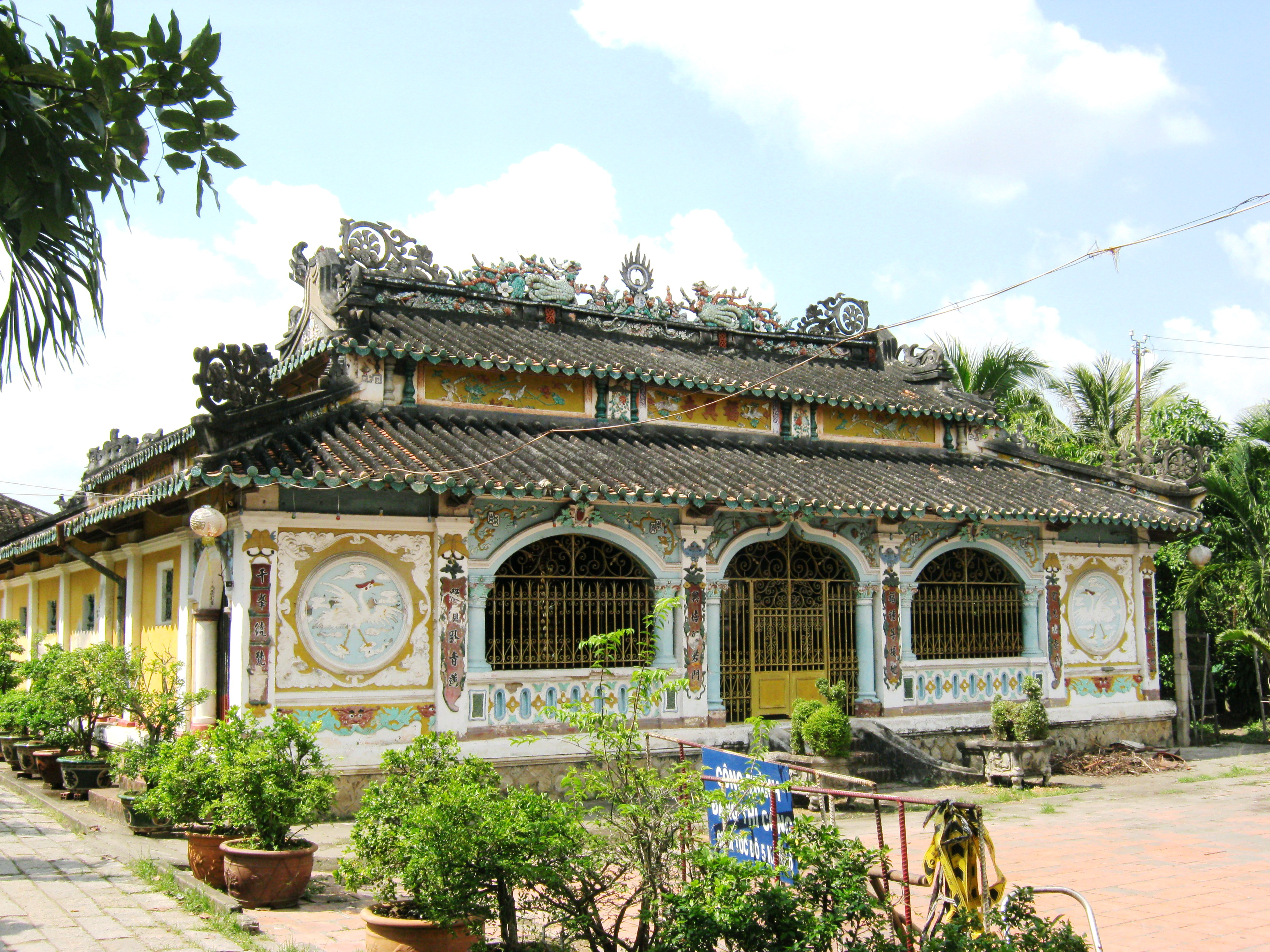
Chùa Phước Hưng
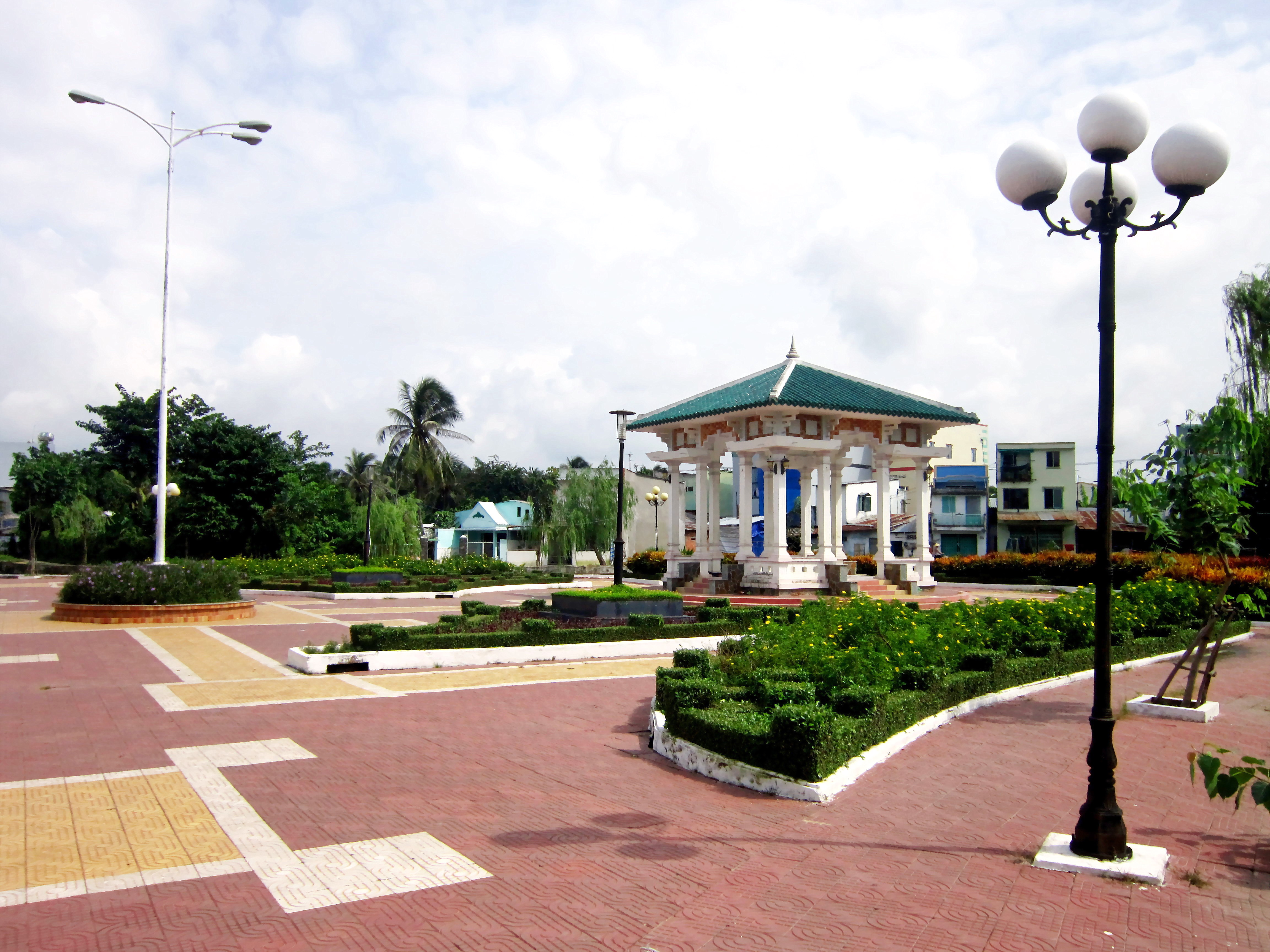
Công viên ở phường 1